# Lycosa impavida
Lycosa impavida là một loài nhện trong họ Lycosidae.
Loài này thuộc chi Lycosa. Lycosa impavida được Charles Athanase Walckenaer miêu tả năm 1837.